# Grete Dyb
Grete Anita Dyb, född 23 april 1959, är en norsk läkare, psykiater och terrorforskare. Hon är forskningsprofessor (forsker I) vid Nasjonalt kunnskapssenter om vold og traumatisk stress (NKVTS) och professor i barn- och ungdomspsykiatri vid Institutionen för klinisk medicin vid Universitetet i Oslo. Hon är även president för International Society for Traumatic Stress Studies (2015–2016).
Hon forskar bland annat på posttraumatiska stressreaktioner hos barn och ungdomar, barnmisshandel och sexuella övergrepp. Hon leder bland annat ett forskningsprojekt om de psykologiska effekterna av terrorattentaten i Norge 2011.